# 贝塞
贝塞（法語：Bessey，法語發音：[bɛsɛ]）是法国卢瓦尔省的一个市镇，位于该省东南部，属于圣艾蒂安区。

## 地理
贝塞（45°23'9"N, 4°41'43"E）面积6.24 平方千米，位于法国奥弗涅-罗讷-阿尔卑斯大区卢瓦尔省，该省份为法国中南部省份，北起顺时针与索恩-卢瓦尔省、罗讷省、伊泽尔省、阿尔代什省、上盧瓦爾省、多姆山省和阿列省接壤。
与贝塞接壤的市镇（或旧市镇、城区）包括：沙瓦奈、吕佩、马勒瓦勒、佩吕桑、鲁瓦塞。

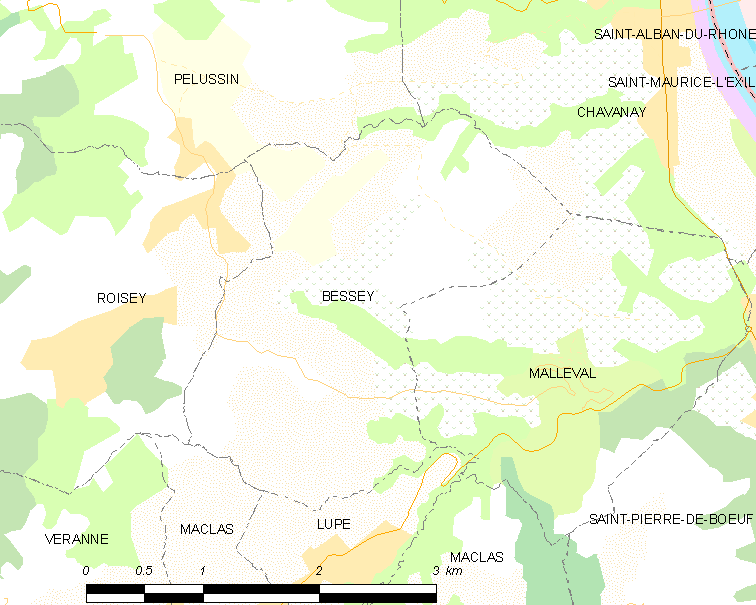
贝塞的OSM定位图

贝塞的时区为UTC+01:00、UTC+02:00（夏令时）。

## 行政
贝塞的邮政编码为42520，INSEE市镇编码为42018。

## 政治
贝塞所属的省级选区为勒皮拉县。

## 人口

1962-2008年间贝塞人口变化图示

贝塞于2022年1月1日时的人口数量为465人。